# 이소베 카린
이소베 카린(일본어: 礒部 花凜 いそべ かりん[*], 1994년 5월 26일 ~ )은 일본의 배우, 성우, 가수. 나라현 출신. 아뮤즈 소속.